# Dracoderes
Famille
Genre
Dracoderes est un genre de Kinorhynches, le seul de la famille des Dracoderidae.
Ce sont de petits ecdysozoaires faisant partie du meiobenthos.

## Liste des espèces
Selon World Register of Marine Species (12 mars 2012), ITIS (12 mars 2012) & Catalogue of Life (12 mars 2012) :
- Dracoderes abei Higgins & Shirayama, 1990
- Dracoderes orientalis Adrianov, 1999

## Référence
- Higgins & Shirayama, 1990 : Dracoderidae, a new family of the cyclorhagid Kinorhyncha from the Island Sea of Japan. Zoological Science (Japan), 7, p. 939-946.

### FamilleDracoderidae
- (en) Tree of Life Web Project : Dracoderidae (consulté le 12 mars 2012)
- (en) Catalogue of Life : Dracoderidae Higgins & Shirayama, 1990 (consulté le 8 avril 2023)
- (fr + en) ITIS : Dracoderidae  Higgins & Shirayama, 1990 (consulté le 12 mars 2012)
- (en) WoRMS : Dracoderidae (+ liste espèces) (consulté le 12 mars 2012)

### GenreDracoderes
- (en) Catalogue of Life : Dracoderes Higgins & Shirayama, 1990 (consulté le 24 avril 2023)
- (fr + en) ITIS : Dracoderes  Higgins & Shirayama, 1990 (consulté le 12 mars 2012)
- (en) WoRMS : Dracoderes (+ liste espèces) (consulté le 12 mars 2012)